# Francisco Javier García Pimienta
Francisco Javier García Pimienta (Barcelona, España, 3 de agosto de 1974), deportivamente conocido como Xavi García Pimienta, o García Pimienta es un exfutbolista y entrenador de fútbol español. Como jugador ocupaba la posición de extremo izquierdo. Fue el director técnico de más larga trayectoria en activo en el Fútbol Club Barcelona, contabilizando todos los equipos formativos desde la categoría cadete en 2001. Actualmente está libre tras dejar el Sevilla F. C. de la Primera División de España.

## Trayectoria

### Como jugador
Formado en la cantera del Fútbol Club Barcelona (desde 1986 como alevín B), formó parte de la llamada Quinta del Mini, bajo la influencia de Cruyff, junto a jugadores como Iván de la Peña, Albert Celades, Toni Velamazán o Roger García. Todos ellos lograron, la temporada 1993-94, un doblete histórico con el equipo sub-19 azulgrana, al ganar la Liga y Copa de la categoría. Esa misma campaña ya debutó con el F. C. Barcelona "B" en Segunda División, y reforzó al Barcelona "C" en la disputa de la promoción de ascenso a Segunda División B.
La temporada 1994-95 pasó a formar parte definitivamente de la plantilla del filial, con el que jugó dos campañas en Segunda. Con motivo de la última jornada de la temporada 1995-96, Carles Rexach le hizo debutar con el primer equipo en Primera División. Fue el 26 de mayo de 1996, en Riazor ante del Deportivo de La Coruña, jugando 68 minutos hasta ser substituido por el también debutante Josep Setvalls.
Para continuar su progresión, la temporada 1996-97 fue cedido al C. F. Extremadura, que acababa de ascender a Primera. Fue uno de los futbolistas que formaron el primer once titular de los extremeños en la máxima categoría, el 1 de septiembre de 1996 ante el Hércules C. F.. Tres meses después, se fracturó la tibia derecha en un entrenamiento, lo que le impidió volver a jugar esa temporada.
Finalizada su estancia en Almendralejo, regresó a la disciplina del F. C. Barcelona B, donde logró el ascenso de Segunda División B a Segunda A. Al iniciar la temporada 1998-99 fue cedido por cuatro meses a la Unió Esportiva Figueres. El verano de 1999, dejó definitivamente el F. C. Barcelona fichando por el Centre d'Esports L'Hospitalet, con el que jugó cuatro campañas en Segunda División B.
La última temporada en activo de García Pimienta fue la 2003-04, defendiendo los colores de la Unió Esportiva Sant Andreu en Tercera División. Con los cuatribarrados jugó 22 partidos y marcó tres goles, antes de colgar las botas con 29 años.

### Como entrenador
F. C. Barcelona
Compaginó su etapa como futbolista con su salto a los banquillos. Lo hizo a partir del año 2001 en el fútbol base del F. C. Barcelona, ayudando a Álex García en el Cadete A, que la temporada 2002-03 ganó tres títulos -Liga, Copa Cataluña y Campeonato de España- con un equipo formado por Lionel Messi, Cesc Fàbregas y Gerard Piqué. Una vez retirado retornó al fútbol base del F. C. Barcelona para hacerse cargo del equipo cadete. La temporada 2008-09 pasó al banquillo del Juvenil B, proclamándose campeón de Liga Nacional, y un año después subió otro peldaño, pasando al Juvenil A, con el que se proclamó campeón de la División de Honor. La temporada 2010-11 volvió a tomar la riendas del Cadete A azulgrana, con el que nuevamente fue campeón de liga. En la temporada 2011-12, regresó al Juvenil B. En la temporada 2014-15 comenzó en el Juvenil B, pero a mediados de febrero ascendió al Juvenil A.
Las dos temporadas siguientes ejerció de segundo entrenador del equipo filial, consiguiendo el ascenso del equipo a Segunda División la temporada 2016-17. La temporada 2017-18 dirigió al equipo juvenil proclamándose campeón de liga y campeón de Europa en la UEFA Youth League, a la vez que dirigió sus primeros encuentros como primer técnico del equipo filial, cargo que ocupa desde entonces. Por sus manos pasaron en época de formación jugadores como Lionel Messi, Gerard Piqué, Cesc Fàbregas, Thiago Alcántara, Sergi Roberto, Marc Bartra, Munir El Haddadi, Sandro Ramírez, Héctor Bellerín, Sergi Samper, Carles Aleñá, Ansu Fati o Carles Pérez, entre otros. 
El 11 de junio de 2021, fue despedido por la directiva de Joan Laporta, cerrando su etapa en el club culé. En total contabilizó más de 28 años como empleado del club: doce años como jugador y 17 años a fecha de 2021, como entrenador del fútbol base.
U. D. Las Palmas
El 24 de enero de 2022, se convirtió en el nuevo entrenador de la Unión Deportiva Las Palmas para lo que quedaba de temporada y una más. En la primera temporada llevó al club amarillo al playoff, que perdió ante el C. D. Tenerife. Al año siguiente mantuvo al equipo casi todas las jornadas entre los seis primeros y finalmente consiguió el ascenso a Primera División después de empatar 0-0 contra el Deportivo Alavés, quedando segundo clasificado con 72 puntos.
El 7 de junio de 2023 renovó su contrato por una temporada más. En octubre del mismo año el acuerdo fue revisado para ampliar su vinculación con el club amarillo hasta 2025.Al finalizar la temporada, una vez conseguida la permanencia, anunció que renunciaba a la temporada que tenía firmada y dejaba el club.
Sevilla F. C.
El 2 de junio de 2024, se convirtió en entrenador del Sevilla F. C., firmando un contrato que lo vincula al club durante las dos próximas temporadas. Sin embargo, fue destituido el 13 de abril de 2025, tras encajar su cuarta derrota consecutiva.

## Selección nacional
Fue internacional en cuatro ocasiones con la selección sub-16 de España.

## Clubes

### Como jugador
| Club                | País   | Año       |
| ------------------- | ------ | --------- |
| F. C. Barcelona "C" | España | 1994      |
| F. C. Barcelona "B" | España | 1994-1996 |
| F. C. Barcelona     | España | 1996      |
| C. F. Extremadura   | España | 1996-1997 |
| F. C. Barcelona "B" | España | 1997-1998 |
| U. E. Figueres      | España | 1998      |
| C. E. L'Hospitalet  | España | 1999-2003 |
| U. E. Sant Andreu   | España | 2003-2004 |

### Como entrenador
| Club                                      | País   | Año       |
| ----------------------------------------- | ------ | --------- |
| Cadete A F. C. Barcelona (2.º entrenador) | España | 2001-2003 |
| Cadete A F. C. Barcelona                  | España | 2006-2008 |
| Juvenil B F. C. Barcelona                 | España | 2008-2009 |
| Juvenil A F. C. Barcelona                 | España | 2009-2010 |
| Cadete A F. C. Barcelona                  | España | 2010-2011 |
| Juvenil B F. C. Barcelona                 | España | 2011-2015 |
| Juvenil A F. C. Barcelona                 | España | 2015      |
| F. C. Barcelona "B" (2.º entrenador)      | España | 2015-2017 |
| Juvenil A F. C. Barcelona                 | España | 2017-2018 |
| F. C. Barcelona "B"                       | España | 2018-2021 |
| U. D. Las Palmas                          | España | 2022-2024 |
| Sevilla F. C.                             | España | 2024-2025 |

## Estadísticas como entrenador
| Equipo                 | Div.                | Temporada           | Liga | Liga | Liga | Liga | Liga |    | Copa | Copa | Copa | Copa |   | Internacional | Internacional | Internacional | Internacional | Internacional |   | Otros | Otros | Otros | Otros |    | Totales     | Totales | Totales | Totales | Totales | Totales | Totales | Totales |
| Equipo                 | Div.                | Temporada           | PD   | G    | E    | P    | Pos. | PD | G    | E    | P    | PD   | G | E             | P             | Pos.          | PD            | G             | E | P     | PD    | G     | E     | P  | Rendimiento | GF      | GC      | Dif.    |         |         |         |         |
| ---------------------- | ------------------- | ------------------- | ---- | ---- | ---- | ---- | ---- | -- | ---- | ---- | ---- | ---- | - | ------------- | ------------- | ------------- | ------------- | ------------- | - | ----- | ----- | ----- | ----- | -- | ----------- | ------- | ------- | ------- | ------- | ------- | ------- | ------- |
| Barcelona "B" · España | 2.ª                 | 2017-18             | 6    | 2    | 1    | 3    | 20.º | -  | -    | -    | -    | -    | - | -             | -             | -             | -             | -             | - | -     | 6     | 2     | 1     | 3  | 38.89%      | 6       | 7       | -1      |         |         |         |         |
| Barcelona "B" · España | 3.ª                 | 2018-19             | 38   | 14   | 11   | 13   | 8.º  | -  | -    | -    | -    | -    | - | -             | -             | -             | -             | -             | - | -     | 38    | 14    | 11    | 13 | 46.49%      | 47      | 39      | +8      |         |         |         |         |
| Barcelona "B" · España | 3.ª                 | 2019-20             | 28   | 13   | 10   | 5    | 2.º  | -  | -    | -    | -    | -    | - | -             | -             | -             | 3             | 1             | 1 | 1     | 31    | 14    | 11    | 6  | 56.99%      | 45      | 32      | +13     |         |         |         |         |
| Barcelona "B" · España | 3.ª                 | 2020-21             | 26   | 15   | 4    | 7    | 2.º  | -  | -    | -    | -    | -    | - | -             | -             | -             | 1             | 0             | 1 | 0     | 27    | 15    | 5     | 7  | 61.73%      | 44      | 29      | +15     |         |         |         |         |
| Barcelona "B" · España | Total               | Total               | 98   | 44   | 26   | 28   | -    | -  | -    | -    | -    | -    | - | -             | -             | -             | 4             | 1             | 2 | 1     | 102   | 45    | 28    | 29 | 53.27%      | 142     | 107     | +35     |         |         |         |         |
| Las Palmas · España    | 2.ª                 | 2021-22             | 18   | 10   | 5    | 3    | 4.º  | -  | -    | -    | -    | -    | - | -             | -             | -             | 2             | 0             | 0 | 2     | 20    | 10    | 5     | 5  | 58.33%      | 26      | 20      | +6      |         |         |         |         |
| Las Palmas · España    | 2.ª                 | 2022-23             | 42   | 18   | 18   | 6    | 2.º  | 2  | 1    | 1    | 0    | -    | - | -             | -             | -             | -             | -             | - | -     | 44    | 19    | 19    | 6  | 57.57%      | 50      | 29      | +21     |         |         |         |         |
| Las Palmas · España    | 1.ª                 | 2023-24             | 38   | 10   | 10   | 18   | 16.º | 3  | 2    | 0    | 1    | -    | - | -             | -             | -             | -             | -             | - | -     | 41    | 12    | 10    | 19 | 37.4%       | 38      | 50      | -12     |         |         |         |         |
| Las Palmas · España    | Total               | Total               | 98   | 38   | 33   | 27   | -    | 5  | 3    | 1    | 1    | -    | - | -             | -             | -             | 2             | 0             | 0 | 2     | 105   | 41    | 34    | 30 | 49.84%      | 114     | 99      | +135    |         |         |         |         |
| Sevilla · España       | 1.ª                 | 2024-25             | 31   | 9    | 9    | 13   | Inc. | 3  | 2    | 0    | 1    | -    | - | -             | -             | -             | -             | -             | - | -     | 34    | 11    | 9     | 14 | 41.17%      | 41      | 47      | -6      |         |         |         |         |
| Sevilla · España       | Total               | Total               | 31   | 9    | 9    | 13   | -    | 3  | 2    | 0    | 1    | -    | - | -             | -             | -             | -             | -             | - | -     | 34    | 11    | 9     | 14 | 41.17%      | 41      | 47      | -6      |         |         |         |         |
| Total en su carrera    | Total en su carrera | Total en su carrera | 228  | 91   | 68   | 69   | -    | 7  | 5    | 1    | 1    | -    | - | -             | -             | -             | 6             | 1             | 2 | 3     | 241   | 97    | 71    | 73 | 50.07%      | 297     | 253     | +44     |         |         |         |         |
| 1. 2.                  |                     |                     |      |      |      |      |      |    |      |      |      |      |   |               |               |               |               |               |   |       |       |       |       |    |             |         |         |         |         |         |         |         |

### Resumen por competiciones
| Competición                  | Partidos | Ganados | Empatados | Perdidos | %      | Resultado     |
| ---------------------------- | -------- | ------- | --------- | -------- | ------ | ------------- |
| Segunda División B de España | 96       | 43      | 27        | 26       | 54.17% | Subcampeón    |
| Segunda División de España   | 68       | 30      | 24        | 14       | 55.88% | Subcampeón    |
| LaLiga                       | 69       | 19      | 19        | 31       | 36.72% | 16.º lugar    |
| Copa del Rey                 | 8        | 5       | 1         | 2        | 66.67% | Tercera ronda |
| TOTAL                        | 241      | 97      | 71        | 73       | 50.07% | Sin Títulos   |

## Palmarés

### Como jugador
| Título                              | Equipo                   | País   | Año  |
| ----------------------------------- | ------------------------ | ------ | ---- |
| Liga División de Honor de Juveniles | F. C. Barcelona (Sub-19) | España | 1994 |
| Copa del Rey de Juveniles           | F. C. Barcelona (Sub-19) | España | 1994 |
| Liga de Segunda División B          | F. C. Barcelona "B"      | España | 1998 |

### Como entrenador

#### Campeonatos nacionales
| Título                                          | Equipo                            | País   | Año  |
| ----------------------------------------------- | --------------------------------- | ------ | ---- |
| Liga Nacional Juvenil de España (Grupo VII)     | Fútbol Club Barcelona Juvenil "B" | España | 2009 |
| División de Honor Juvenil de España (Grupo III) | Fútbol Club Barcelona Juvenil "A" | España | 2010 |
| Liga Nacional Juvenil de España (Grupo VII)     | Fútbol Club Barcelona Juvenil "B" | España | 2012 |
| Liga Nacional Juvenil de España (Grupo VII)     | Fútbol Club Barcelona Juvenil "B" | España | 2013 |
| Liga Nacional Juvenil de España (Grupo VII)     | Fútbol Club Barcelona Juvenil "B" | España | 2014 |
| División de Honor Juvenil de España (Grupo III) | Fútbol Club Barcelona Juvenil "A" | España | 2018 |

#### Campeonatos internacionales
| Título                  | Equipo                            | Sede | Año  |
| ----------------------- | --------------------------------- | ---- | ---- |
| Liga Juvenil de la UEFA | Fútbol Club Barcelona Juvenil "A" | Nyon | 2018 |